# فریدرایشساوه
فریدرایشساوه (به آلمانی: Friedrichsaue) یک منطقهٔ مسکونی در آلمان است که در زی‌لند، آلمان واقع شده‌است. فریدرایشساوه ۲۰۰ نفر جمعیت دارد.